# St. Petersburg Open 2018 - Qualificazioni singolare
Le qualificazioni del singolare del St. Petersburg Open 2018 sono state un torneo di tennis preliminare per accedere alla fase finale della manifestazione. I vincitori dell'ultimo turno sono entrati di diritto nel tabellone principale. In caso di ritiro di uno o più giocatori aventi diritto a questi sono subentrati i lucky loser, ossia i giocatori che hanno perso nell'ultimo turno ma che avevano una classifica più alta rispetto agli altri partecipanti che avevano comunque perso nel turno finale.

## Teste di serie
1. Lorenzo Sonego (primo turno)
2. Il'ja Ivaška (qualificato)
3. Ruben Bemelmans (ultimo turno, lucky loser)
4. Viktor Troicki (primo turno)

1. Adrián Menéndez Maceiras (qualificato)
2. Stéphane Robert (primo turno)
3. Luca Vanni (qualificato)
4. Aleksej Vatutin (primo turno)

## Qualificati
1. Luca Vanni
2. Il'ja Ivaška

1. Adrián Menéndez Maceiras
2. Lucas Miedler

### Lucky loser
1. Ruben Bemelmans

## Tabellone

### Legenda
| - Q = Qualificato - WC = Wild card - LL = Lucky loser | - ALT = Alternate - SE = Special Exempt - PR = Protected Ranking | - w/o = Walkover - r = Ritirato - d = Squalificato |

### Sezione 1
|  | Primo turno | Primo turno     | Primo turno | Primo turno | Primo turno |  |  | Ultimo turno | Ultimo turno    | Ultimo turno    | Ultimo turno | Ultimo turno |  |
|  |             |                 |             |             |             |  |  |              |                 |                 |              |              |  |
|  | 1           | Lorenzo Sonego  | 6           | 4           | 5           |  |  |              |                 |                 |              |              |  |
|  | WC          | Roman Safiullin | 3           | 6           | 7           |  |  | WC           | Roman Safiullin | Roman Safiullin | 4            | 4            |  |
|  |             | Daniel Brands   | 4           | 6           | 5           |  |  | 7            | Luca Vanni      | Luca Vanni      | 6            | 6            |  |
|  | 7           | Luca Vanni      | 6           | 4           | 7           |  |  |              |                 |                 |              |              |  |

### Sezione 2
|  | Primo turno | Primo turno        | Primo turno     | Primo turno | Primo turno |  |  | Ultimo turno | Ultimo turno    | Ultimo turno    | Ultimo turno | Ultimo turno |  |
|  |             |                    |                 |             |             |  |  |              |                 |                 |              |              |  |
|  | 2           | Il'ja Ivaška       | 2               | 7           | 6           |  |  |              |                 |                 |              |              |  |
|  | Alt         | Evgenij Karlovskij | 6               | 6           | 4           |  |  | 2            | Il'ja Ivaška    | Il'ja Ivaška    | 7            | 7            |  |
|  | WC          | Evgenii Tiurnev    | Evgenii Tiurnev | 6           | 6           |  |  | WC           | Evgenii Tiurnev | Evgenii Tiurnev | 64           | 63           |  |
|  | 6           | Stéphane Robert    | Stéphane Robert | 3           | 4           |  |  |              |                 |                 |              |              |  |

### Sezione 3
|  | Primo turno | Primo turno              | Primo turno              | Primo turno | Primo turno |  |  | Ultimo turno | Ultimo turno             | Ultimo turno | Ultimo turno | Ultimo turno |  |
|  |             |                          |                          |             |             |  |  |              |                          |              |              |              |  |
|  | 3           | Ruben Bemelmans          | 6                        | 4           | 7           |  |  |              |                          |              |              |              |  |
|  | PR          | Jahor Herasimaŭ          | 2                        | 6           | 64          |  |  | 3            | Ruben Bemelmans          | 6            | 2            | 3            |  |
|  |             | Ivan Nedelko             | Ivan Nedelko             | 2           | 3           |  |  | 5            | Adrián Menéndez Maceiras | 4            | 6            | 6            |  |
|  | 5           | Adrián Menéndez Maceiras | Adrián Menéndez Maceiras | 6           | 6           |  |  |              |                          |              |              |              |  |

### Sezione 4
|  | Primo turno | Primo turno       | Primo turno       | Primo turno | Primo turno |  |  | Ultimo turno | Ultimo turno      | Ultimo turno      | Ultimo turno | Ultimo turno |  |
|  |             |                   |                   |             |             |  |  |              |                   |                   |              |              |  |
|  | 4           | Viktor Troicki    | Viktor Troicki    | 2           | 3           |  |  |              |                   |                   |              |              |  |
|  |             | Lucas Miedler     | Lucas Miedler     | 6           | 6           |  |  |              | Lucas Miedler     | Lucas Miedler     | 7            | 6            |  |
|  |             | Uladzimir Ihnacik | Uladzimir Ihnacik | 7           | 6           |  |  |              | Uladzimir Ihnacik | Uladzimir Ihnacik | 5            | 2            |  |
|  | 8           | Aleksej Vatutin   | Aleksej Vatutin   | 5           | 4           |  |  |              |                   |                   |              |              |  |